# Walter Downing
Walter Downing (* in Chicago) ist ein ehemaliger US-amerikanischer Basketballspieler.

## Leben
Downing wurde in Chicago geboren und wuchs in Joliet auf. Bis 1981 spielte der 2,06 Meter große Innenspieler für die Mannschaft der Providence Catholic High School im Ort New Lenox. Er wurde im US-Bundesstaat Illinois als „Mr. Basketball“ ausgezeichnet, nahm 1981 ein Studium an der DePaul University auf und spielte für die Basketballmannschaft der Hochschule. 1983 wechselte er innerhalb der NCAA an die Marquette University in den Bundesstaat Wisconsin, musste aufgrund der Transferbestimmungen im Spieljahr 1983/84 aussetzen und bestritt für Marquettes Mannschaft dann von 1984 bis 1986 53 Spiele, in denen er im Schnitt 7,5 Punkte sowie 3,5 Rebounds und 1,9 Blocks verzeichnete. Im Draft-Verfahren der NBA sicherten sich die Los Angeles Lakers im Jahr 1986 in der sechsten Auswahlrunde die Rechte an Downing, der letztlich aber nie in der NBA spielte.
Als Berufsbasketballspieler stand Downing 1986/87 zunächst in Diensten des niederländischen Vereins Tonego 65 Haaksbergen, verstärkte dann von 1987 bis 1989 den SSV Goldstar Hagen in der Basketball-Bundesliga. Es folgten Stationen in Brasilien, Argentinien und Singapur, ehe er seine Laufbahn 1990 beendete, in die Vereinigten Staaten zurückkehrte und an der Hinsdale South High School in einem Vorort von Chicago als Englischlehrer tätig wurde.